# Vasile de la Poiana Mărului
Vasile de la Poiana Mărului (n. 1692, Poltava, Țaratul Rusiei – d. 25 aprilie 1767, Mănăstirea Poiana Mărului, Țara Românească) a fost un călugăr valah de origine slavă, îndrumător duhovnicesc al lui Paisie Velicicovschi, care a contribuit la înnoirea monahismului ortodox din Țările Române. El a fost canonizat de Biserica Ortodoxă Română pe 5 martie 2003.

## Biografie
S-a născut la Poltava, pe atunci în Țaratul Rusiei, la sfârșitul secolului al XVII-lea. A fost atras de tânăr de viața monahală și, potrivit lui Paisie Velicicovschi, „a viețuit din tinerețe cu dumnezeiască râvnă în pustietăți cu mari râvnitori spre viața cea monahicească”. A trăit în sihăstriile din Rusia și Ucraina, ajungând în Țările Române și așezându-se, împreună cu alți călugări, în schitul Dălhăuți. A fost hirotonit ca preot și a condus ca stareț aproape douăzeci de ani schitul Dălhăuți. A adunat în jurul său o obște de peste 40 de călugări sihaștri moldoveni, munteni, ardeleni și ruși, formând o școală duhovnicească renumită.
Prin anii 1730-1733, s-a retras împreună cu 12 ucenici la Schitul Poiana Mărului din Munții Buzăului, ce fusese ctitorit de domnul Constantin Mavrocordat într-o pădure de foioase și conifere de la poalele muntelui Ulmușoru (943 m). Acolo a construit o biserică și chilii. A condus schitul în calitate de stareț și a introdus rânduieli monahale isihaste de proveniență athonită - după învățăturile Sf. Vasile cel Mare, Nil de la Sorska, Dimitrie al Rostovului -, punând accent pe ascultare, smerenie și rugăciune. În perioada stăreției sale, Schitul Poiana Mărului a avut influență directă asupra următoarelor așezări monahale din munții Buzăului: Dălhăuți, Bonțești, Trăisteni, Pometul Borșatanului, Rogozu, Cotești și Valea Neagră (toate aflate astăzi în județul Vrancea), precum și Rătești, Ciolanu, Cârnu și Găvanu (în județul Buzău).
Reînnoirea vieții monahale de la Poiana Mărului a atras numeroși călugări și credincioși din ținuturile Buzăului și Vrancei și chiar din alte țări. La sfatul călugărului Ignatii, care i-a povestit de fervoarea isihastă pe care a găsit-o în mănăstirile din Țările Române, rasoforul Platon Velicicovschi (viitorul stareț Paisie de la Neamț) a poposit în timpul Postului Mare din anul 1743 la schiturile Dălhăuți, Trăisteni și Cârnu, ce se aflau sub îngrijirea spirituală a starețului Vasile de la Poiana Mărului; starețul a avut o influență formativă importantă asupra vieții spirituale a lui Platon, învățându-l despre rugăciunea inimii. Platon a plecat în vara anului 1746 către Muntele Athos în scopul de a-și desăvârși experiența monahală. În anul 1750, aflat în pelerinaj la Muntele Athos, starețul Vasile l-a tuns în monahism sub numele de Paisie. 
Starețul Vasile de la Poiana Mărului a murit la 25 aprilie 1767, fără a se cunoaște astăzi locul unde a fost înmormântat. Sfântul Sinod al Bisericii Ortodoxe Române a hotărât în ședința sa din 4-5 martie 2003 canonizarea Cuviosului Vasile, cu data de prăznuire la 25 aprilie.

## Scrieri
Starețul Vasile de la Poiana Mărului a copiat o serie de manuscrise în limba slavonă și a scris câteva lucrări originale în slavona bisericească: înainte-cuvântări („Cuvânt-înainte sau înainte-călătorie celor ce vor să cetească această carte a Sfântului Grigorie Sinaitul și să nu greșească înțelegerea ce iaste într-însa”, „Înainte cuvântare spre capetele fericitului Filotei Sinaitul”, „Cuvânt înainte la cartea fericitului Nil de la Sorsca”), adaosuri la opera lui Nil de la Sorsca („Adăugire sau cuvânt pre urmă la cartea Sfântului Nil de la Sorsca”) și scrieri păstrate în copii („Închipuire cum să cade nouă celor ce suntem pătimași și călcăm poruncile ... să ne îndreptăm prin pocăință și să ne învățăm lucrării cei cu mintea viețuind întru supunere”, „Întrebătoare răspunsuri adunate din Sfânta Scriptură pentru depărtarea de bucatele cele oprite făgăduinței călugărești cei de bună voie” (tipărită la Mănăstirea Neamț în 1816 cu binecuvântarea mitropolitului Veniamin Costachi) ș.a.). A realizat o versiune slavonă a scrierii alegorice-religioase spaniole „Desiderie”. Au fost identificate 58 de manuscrise scrise de el.
Opera sa a fost tradusă în limba română și copiată în zeci de manuscrise ce au circulat în centrele bisericești și monahale din Țările Române. 